# Ferencvárosi TC (jégkorong)
A Ferencvárosi TC jégkorongcsapata a magyar jégkorongsport legsikeresebb csapata 31 bajnoki címével. A klub a 2025-26-os szezonban az ICE Hockey League-ben játszik, korábban az Erste Ligában szerepelt.

## Története
Az Erste Ligát története során először a 2018-2019-es szezon végén nyerte meg a csapat, amivel egyben a magyar bajnoki címet is megszerezte, 22 év elteltével először. A 2019-2020-as szezonban a Kontinentális Kupában a második körben a Ritten Sport, a Ljubljana és a Txuri Urdin csapatát is legyőzve jutott tovább a harmadik körbe, ahol ugyan legyőzte a brit Nottingham Pantherst, de csoportja negyedik helyezettjeként nem jutott a négyes döntőbe.

## A csapat sikerei
- Magyar bajnokság: 31-szeres győztese
  - 1950–51, 1954–55, 1955–56, 1960–61, 1961–62, 1963–64, 1966–67, 1970–71, 1971–72, 1972–73, 1973–74, 1974–75, 1975–76, 1976–77, 1977–78, 1978–79, 1979–80, 1983–84, 1988–89, 1990–91, 1991–92, 1992–93, 1993–94, 1994–95, 1996–97, 2018–19, 2019–20, 2020–21, 2021–22, 2022–23, 2023–24
- Magyar bajnokság: 18-szoros ezüstérmese
  - 1945–46, 1946–47, 1947–48, 1948–49, 1952–53, 1958–59, 1965–66, 1967–68, 1969–70, 1981–82, 1982–83, 1984–85, 1985–86, 1986–87, 1987–88, 1989–90, 1995–96, 1999–00
- Magyar bajnokság: 14-szeres bronzérmese
  - 1937–38, 1938–39, 1949–50, 1951–52, 1953–54, 1964–65, 1968–69, 1980–81, 1998–99, 2000–01, 2001–02, 2002–03, 2003–04, 2013–14
- Magyar Kupa-győzelmek: 16-szor
  - 1967–68, 1968–69, 1973, 1974, 1975, 1976, 1977, 1978–79, 1979–80, 1983, 1989–90, 1990–91, 1991–92, 1994–1995, 2019–20, 2024–25
- Erste Liga-győztes: 2-szer
  - 2018–19, 2019–20
- Szuper kupa-győztes: 2-szer
  - 2021, 2023

### Bajnokcsapatok játékosai (1997-ig)
| - Ancsin László (1997) - Andejev, Arkagyij (1992), (1993), (1994) - Bácskai János (1971), (1972), (1973), (1974), (1975) - Bálint Attila (1980), (1984) - Balogh Barna (1979), (1980), (1984) - Balogh Imre (1989), (1992) - Balogh Tibor (1975), (1976), (1977), (1978), (1979), (1980) - Bán József (1951) - Bán Károly (1989), (1991), (1992), (1993) - Bárány István (1955) - Beszteri-Balogh János (1961), (1964) - Bikár Péter (1972), (1973), (1974), (1975) - Bognár Nándor (1992), (1993), (1994), (1995) - Bóna István (1980), (1984) - Csánk László (1961), (1964), (1967), (1972) - Császár Tibor (1971), (1972) - Csizmin, Jevgenyij (1997) - DEÁK MIKLÓS (1971), (1972), (1973), (1974), (1975), (1976), (1977), (1978), (1979), (1980) - Dobos Tamás (1989), (1991), (1994), (1997) - Dragomir György (1992), (1995), (1997) - ENYEDI FERENC (1971), (1972), (1973), (1974), (1975), (1976), (1977), (1978), (1979), (1980) - Egyházi Áron (1993) - Erdős Péter (1961), (1964) - Eszmantovics, Igor (1993) - Farkas András (1974), (1976), (1977), (1978), (1979), (1980), (1984) - Farkas Gábor (1978), (1979), (1980), (1984), (1989) - Farkas Norbert (1997) - Farkas Péter (1974) - Farkas Tibor (1975) - Fekete István (1975), (1976), (1977), (1978), (1979), (1980) - Fáncsi Ferenc (1974) - Fekti István (1995) - Fjodorov, Vlagyimir (1993), (1994), (1995) - Földi Gábor (1974), (1975) - Földváry István (1978), (1979), (1980) - Földváry László (1976), (1977) - Futó Károly (1951) - Gádor János (1967) - Galambos Béla (1977), (1978), (1979) - Gogolák László(Gogi) (1971), (1972), (1973), (1974), (1975) - Gregor György (1980), - Grimm György (1961), (1962) - Gruics (1984) - Guszin, Jevgenyij (1992) - Hajdú Levente (1997) - Hajzer János (1973), (1974), (1976), (1977), (1978), (1979), (1980) - HAJZER TIBOR (1973), (1974), (1975), (1976), (1977), (1978), (1979), (1980), (1984), (1989) - Háray Béla (1951) - HAVRÁN PÉTER (1972), (1972), (1973), (1974), (1975), (1976), (1977), (1978), (1980), (1984) - Hegyi Zoltán (1995), (1997) - Horváth Csaba (1989), (1991), (1993), (1994), (1995), (1997) - Horváth Zoltán(Öcsi) (1964), (1967), (1971), (1973), (1975 )Horváth Péter nevű játékos nem volt!! - Hudák Gábor (1984), (1989), (1991), (1992), (1993), (1994), (1995), (1997) - Iszakov, Alekszej (1997) - Jámbor Károly (1993), (1994) - Jakabházy László (1962), (1964), (1967) - Jécsi Gyula (1984), (1989) - Juhász Zsolt (1989), (1991), (1992) , (1993), (1994), (1995), (1997) - Kalttenecker István (1991), (1992), (1993), (1994) - Kárász György (1962) - Kárász István (1961), (1962) - Kassai György (1964), (1967), (1971), (1972), (1973) - Kaszala János (1995), (1997) - KERESZTY ÁDÁM (1971), (1972), (1973), (1974), (1975), (1976), (1977), (1978), (1979), (1980),(1984) - Kertész Péter (1971) - Keszthelyi László (1995) - Kirner Tamás (1980), (1984) - Kiss-Szabó István (1964), (1967) - Kiss Tibor(kistibi) (1991), (1992), (1993), (1994), (1995), (1997) - Kléner Gyula (1975) - Klink János (1961) - Kneusel Emil (1951) - Kocsis Nándor (1997) - Kojsza György (1989) - Kojsza Zoltán (1989) - Kondorosi Tihamér (1955), - Kovács Zoltán (1984) - Korpás Tamás (1971), (1972), (1973) - KOVÁCS ANTAL (1971), (1972), (1973), (1974), (1975), (1976), (1977), (1978), (1979), (1980), (1984) - Kóger István (1997) - Kulikov, Alekszandr (1991) - Lacza Attila (1984) - Ladányi Attila (1980) | - Ladányi Gábor (1974), (1975), (1978) - Laki Péter (1989) - Lévai Pál(1984) - Lőrincz Ferenc (1955) - Lukicsev, Szergej (1992) - Mayer Zsolt (1991), (1992) - Major Ernő (1964), (1967) - Majoross Gergely (1997) - Margó György (1951) - Matza Gyula (1980) - Menyhárt Gáspár (1967) - Méry Dezső (1961) - Mészáros Miklós (1995), (1997) - MÉSZÖLY ANDRÁS (1971), (1972), (1973), (1974), (1975), (1976), (1977), (1978), (1979), (1980), (1984) - Miczkiewicz Tibor (1965), (1968), (1969), (1970), (1971) - Mihály Gábor (1992), (1993) - Miletics Csaba (1984), (1989), (1991), (1992), (1993), (1994), (1995) - Molnár Dávid (1992), (1993), (1994), (1995) - Molnár János (1989), (1991), (1993), (1994), (1995) - Molnár Károly (1971), (1973), (1974), (1984) - Muhr Albert (1971), (1973), (1974), (1975), (1976), (1977), (1978), (1979), (1980) - Nagy Zoltán - Németh György (1980) - Némon János (1961), (1962), (1964) - Orbán Gábor (1993) - ifj. Orbán György (1989), (1991), (1992), (1993), (1994) - Oreskin, Szergej (1992), (1993), (1994), (1995) - Palotás János (1955) - Papp Dénes (1992) - Paraizs Ernő (1989), (1991), (1992), (1993), (1994), (1995) - Pindák László (1989), (1991), (1992), (1993), (1994), (1997) - Pintér Gyula (1971) - PÓTH JÁNOS(pótöcsi) (1967), (1971), (1972), (1973), (1974), (1975), (1976), (1977), (1978), (1979) - Póznik György (1989), (1991), (1992), (1993), (1994) - Pozsonyi Lajos (1951), (1955), (1961), (1962), (1964), (1967) - Prosbik Andor (1955) - Raffa György (1961), (1962), (1964), (1967) - Rajkai László (1951), (1955) - Rancz Sándor (1951), (1955) - Ránki Péter (1967) - Rasztovszky László (1976), (1977), (1978), (1979), (1980), (1984) - Reinthaller János (1964) - Schilling Péter (1974), (1975), (1976), (1977), (1979), (1980), (1984) - Ricskov, Jurij (1991) - Salamon Jenő (1995), (1997) - Sándor Szabolcs (1995) - Sándor Szilárd (1993), (1994), (1995), (1997) - Schneck János (1961), (1962), (1978) - Schwalm Béla (1961), (1962), (1964), (1967) - Simon Ferenc (1989) - Simon József (1991), (1992), (1995) - Simon László (1955), (1961), (1962), (1967) - Siraki Lóránd (1951) - Sofron Attila (1997) - Sommer, Stepan (1997) - Stas, Milan (1997) - Svasznek Bence (1997) - Szabó Gábor (1974), (1976), (1977), (1978), (1979) - Szabó István (1991) - Szabó Miklós (1989) - Szajlai László (1989), (1991), (1992), (1993), (1994), (1995) - Szende János (1951), (1955), (1961), (1962) - Szikora János (1984) - Szikra István (1971) - Szilassy Zoltán (1992), (1993) - Szklenár Pál (1974) - Szőgyén István (1951) - Szuper Levente (1997) - Tamási Zoltán (1964) - Terjék István (1991), (1992), (1993), (1994), (1995) - Tóth János (1980) - Tóth Tibor (1992) - Turi György (1984) - Tyeplakov, Dmitrij (1994), (1995) - Treplán Béla (1964), (1967), (1972), (1973), (1974), (1975), (1977), (1978) - Vadócz Bence (1989) - Vámosi János (1964) - Vörös tibor - Vrbanics Tibor (1972) - Zádor István (1961), (1962), (1964), (1967) - Zelencev, Igor (1995) - Ziegler II János (1967) - Ziegler I Péter (1967) - Zölei János (1975), (1978), (1979), (1980), (1984) |

## Szezonok
| Alapszakasz | Alapszakasz | Alapszakasz | Alapszakasz | Alapszakasz | Alapszakasz | Alapszakasz | Alapszakasz | Alapszakasz | Rájátszás                               | Rájátszás                             | Rájátszás                                |
| Szezon      | LM          | GY          | GY.H.       | V. H.       | V           | G           | P           | Helyezés    | Negyeddöntő                             | Elődöntő                              | Döntő                                    |
| ----------- | ----------- | ----------- | ----------- | ----------- | ----------- | ----------- | ----------- | ----------- | --------------------------------------- | ------------------------------------- | ---------------------------------------- |
| 2022–23     | 36          | 18          | 2           | 2           | 14          | 116:107     | 60          | 5.          | Győzelem a DVTK Jegesmedvék ellen (4-2) | Győzelem a BJAHC ellen (4-3)          | Vereség a Gyergyói Hoki Klub ellen (3-4) |
| 2023–24     | 44          | 25          | 5           | 4           | 10          | 168:113     | 89          | 1.          | Győzelem a Debreceni EAC ellen (4-1)    | Győzelem a SC Csíkszereda ellen (4-2) | Vereség a Corona Brasov ellen (0-4)      |
| 2024–25     | 36          | 14          | 5           | 3           | 14          | 133:115     | 55          | 5.          | Vereség a Corona Brasov ellen (1-4)     | -                                     | -                                        |

## A csapat ismertebb játékosai
- Balogh Tibor (1974/75-1985/86)
- Berta Ákos (2011/12-2013-14)
- Dobos Tamás (1987/88-2004/05 megszakításokkal)
- Farkas András (Caja) (1972/73-1979/80, 1981/82-1997/98)
- Havrán Péter (1971/72-1979/80, 1981/82-1984/85)
- Hircsák István (1930/31-1937/38)
- Hoffmann Attila (1998/99, 2002/03 –)
- Horváth Zoltán (1963/64-1974/75)
- Hudák Gábor(Ló) (1980/81-1996/97)
- Jánosi Csaba (1999/2000-2000/01-2002-12)
- Kassai György (Kosic) (1959-1973)
- Kereszty Ádám (Csőr) (1969/70-1979/80, 1981/82-1984/85)
- Kiss Tibor(Golyó) (1989/90-1996/97)
- Kovács Antal (1969/70-1979/80, 1981/82)
- Ladányi Attila(Mogyoró) (1979/81-1984/87)
- Mészöly András(Kandúr) (1968/69-1979/80, 1981/82-1983/84)
- Miklós Sándor (1946/47-1948/49)
- Miletics Csaba(Mile) (1981/82-1994/95)
- Muhr Albert (1970/71-1979/80, 1981/82-1982/83)CA539YB6B8
- Rob Niedermayer (2004/05)
- Paraizs Ernő (1985/86-1994/95)
- Pindák László (1985/86-2003/04)
- Pozsonyi Lajos (1950/51-1967/68)
- Póth János (19632/63-1979/80)
- Raffa György (1955/56-1970/71)
- Rajkai László (1945/46-195/60)
- Schwalm Béla
- Simon László (1952/53-1962/63, 1966/67-1968/69)
- Svasznek Bence (1988/89-1991-92, 1996/97-1999-2000, 2011-12)
- Jason Strudwick (2004/05)
- Szajlai László(Kajla) (1985/86-2000/01)
- Szende János (1945/46-1962/63)
- Szuper Levente (1996/97)
- Zölei János(Kalap) (1975/1987)

## A felnőtt csapat edzői
- Háray Béla 1950–51[11]
- Helmeczi Frigyes 1954–55, 1955–56
- Margó György ?–1959/60
- Rajkai László 1960/61–1964/65
- Miks Károly 1964/65–1967/68
- Pozsonyi Lajos 1968/69
- Rajkai László 1969/70–1970/71
- Jakabházy László 1971/72–1974/75
- Rajkai László 1975/76–1978/79
- Jakabházy László és  Rajkai László 1979/80
- Jakabházy László 1980/81
- Orbán György 1981/82–1984/85
- Enyedi Ferenc és  Hajzer Tibor 1985/86
- Orbán György 1986/87–1989/90
- Vlagyimir Repnyev 1990/91
- Basa János 1991/92–1992/93
- Arkagyij Andrejev 1993/94–1994/95
- Farkas András 1995/96
- Robert Gold 1996–97
- Arkagyij Andrejev 1997/98
- Milan Stas 1998/99
- Farkas András 1999/2000–2000/01
- Hudák Gábor 2000/01–2002/03
- Szergej Oreskin 2003/04–2004/05
- Bukta András 2005/06
- Szabó István 2005/06
- Dragomir György 2006–07
- Pindák László 2007/2008–2008/09
- Rick Leach 2009
- Jécsi Gyula és  Szergej Oreskin 2009
- Jarmo Jamalainen 2009[12][13]
- Szergej Oreskin 2010
- Håkan Nygren 2010[14]
- Prakab Gábor 2010[15][16]
- Fekti Bálint 2010–2011
- Dobos Tamás 2011–2014[17]
- Szakács Ferenc 2014–2015
- Greg Lindqvist 2015[18]–2018[19]
- Fodor Szabolcs 2018[20]–2025
- Timo Saarikoski 2025[21]–

## Játékoskeret
2020–2021
| Kapusok | Kapusok       |
| ------- | ------------- |
| 59      | Arany Gergely |
| 30      | Nagy Kristóf  |
| 1       | Földes László |

| Védők | Védők            |
| ----- | ---------------- |
| 26    | Bán Károly       |
| 5     | Lukas Bohunicky  |
| 75    | Boros Dániel     |
| 4     | Hegyi Ádám       |
| 23    | Lauri Karmeniemi |
| 17    | Komáromy Botond  |
| 43    | Josh Mcfadden    |
| 71    | Antonino Sarcia  |
| 27    | Seregély Máté    |

| Csatárok | Csatárok         |
| -------- | ---------------- |
| 13       | Farkas Simon     |
| 19       | Cody Fowlie      |
| 42       | Galántai Richárd |
| 7        | Hajós Roland     |
| 21       | Kóger Dániel     |
| 87       | Rasmus Kulmala   |
| 16       | Nagy Gergő       |
| 12       | Pavuk Attila     |
| 18       | Roczanov Dezső   |
| 91       | Somogyi Balázs   |
| 88       | Juhani Tamminen  |
| 22       | Tóth Adrián      |
| 66       | Tóth Gergő       |